# Ак-Буура (річка)
Ак-Буура (Акбура; кирг. Ак-Буура, узб. Oqbo'yra) —  річка в Киргизстані та Узбекистані, є лівою притокою Шахріхансая.
Довжина річки складає 148 км [джерело не вказано 1303 дні], а водозбір займає 2540 км². Середня багаторічна витрата річки на гідропості Тулейкен (південний кордон Оша) становить 21,4 м³/сек, приплив під час повені (червень — липень) становить 50-67 м³/сек, межень (січень) 5-6 м³/сек. 
Річка утворюється на північних схилах Алайського хребта при злитті річки Чал-Куйрук та річки Сари-Кой біля села Ак-Джилга. Вище Оша на річці розташоване Папанське водосховище. За ним від Ак-Буури відокремлюються ліворуч Араван-Акбуурінський канал та арик Каїрма. Минувши Ош, річка виходить на територію Андижанської області Узбекистану і впадає зліва в канал Шахріхансай.
Назва річки перекладається як «білий верблюд-виробник» і, можливо, походить від назви однойменного роду.